# Румыния на летних Олимпийских играх 1976
Румынию на Летних Олимпийских играх 1976 представляли 157 спортсменов в 11 видах спорта. Они завоевали 4 золотые, 9 серебряных и 14 бронзовых медалей.

## Медалисты
| Медаль  | Спортсмен | Вид спорта                  | Дисциплина                              |
| ------- | --- | --------------------------- | --------------------------------------- |
| Золото  | Василе Дыба | Гребля на байдарках и каноэ | Мужчины, байдарка-одиночка, 500 метров  |
| Золото  | Надя Команечи | Спортивная гимнастика       | Женщины, абсолютное первенство          |
| Золото  | Надя Команечи | Спортивная гимнастика       | Женщины, брусья                         |
| Золото  | Надя Команечи | Спортивная гимнастика       | Женщины, бревно                         |
| Серебро | Симьон Куцов | Бокс                        | Мужчины, до 60 кг                       |
| Серебро | Шимон Мирча | Бокс                        | Мужчины, свыше 81 кг                    |
| Серебро | Георге Даньелов Георге Симьонов | Гребля на байдарках и каноэ | Мужчины, каноэ-двойка, 1000 метров      |
| Серебро | Теодора Унгуряну | Спортивная гимнастика       | Женщины, брусья                         |
| Серебро | Теодора Унгуряну Анка Григораш Габриела Трушкэ Надя Команечи Мариана Константин Джорджета Габор | Спортивная гимнастика       | Женщины, командное первенство           |
| Серебро | Константин Тудосие Раду Война Николае Мунтяну Корнел Пену Вернер Штёкль Роланд Гунеш Габриэл Кишид Гицэ Лику Александер Фёлькер Кристиан Гацу Мирча Грабовски Штефан Бирталан Адриан Косма Чезар Дрэгэницэ | Гандбол                     | Мужчины                                 |
| Серебро | Георге Берчану | Греко-римская борьба        | Мужчины, до 48 кг                       |
| Серебро | Нику Гынгэ | Греко-римская борьба        | Мужчины, до 52 кг                       |
| Серебро | Штефан Русу | Греко-римская борьба        | Мужчины, до 68 кг                       |
| Бронза  | Георге Меджеля | Лёгкая атлетика             | Мужчины, метание копья                  |
| Бронза  | Виктор Зильберман | Бокс                        | Мужчины, до 67 кг                       |
| Бронза  | Алек Нэстак | Бокс                        | Мужчины, до 75 кг                       |
| Бронза  | Костикэ Дафиною | Бокс                        | Мужчины, до 81 кг                       |
| Бронза  | Василе Дыба | Гребля на байдарках и каноэ | Мужчины, байдарка-одиночка, 1000 метров |
| Бронза  | Поликарп Малыхин Ларьон Сергей | Гребля на байдарках и каноэ | Мужчины, байдарка-двойка, 500 метров    |
| Бронза  | Александру Нилка Иоан Поп Дан Иримичук Корнел Марин Марин Мустацэ | Фехтование                  | Мужчины, сабля, командное первенство    |
| Бронза  | Дэнуц Греку | Спортивная гимнастика       | Мужчины, кольца                         |
| Бронза  | Теодора Унгуряну | Спортивная гимнастика       | Женщины, бревно                         |
| Бронза  | Надя Команечи | Спортивная гимнастика       | Женщины, вольные упражнения             |
| Бронза  | Иоана Тудоран Фелича Афрэсилоаие Элисабета Лазэр Элена Джуркэ Мария Микша | Академическая гребля        | Женщины, четвёрка парная с рулевой      |
| Бронза  | Роман Кодряну | Греко-римская борьба        | Мужчины, свыше 100 кг                   |
| Бронза  | Стельян Морков | Вольная борьба              | Мужчины, до 90 кг                       |
| Бронза  | Ладислау Шимон | Вольная борьба              | Мужчины, свыше 100 кг                   |

## Результаты соревнований

### Академическая гребля
В следующий раунд из каждого заезда проходили несколько лучших экипажей (в зависимости от дисциплины). В финал A выходили 6 сильнейших экипажей, ещё 6 экипажей, выбывших в полуфинале, распределяли места в малом финале B
Мужчины
| Соревнование | Спортсмены        | Предварительный заезд | Предварительный заезд | Предварительный заезд | Отборочный заезд | Отборочный заезд | Отборочный заезд | Полуфинал | Полуфинал | Полуфинал | Финал   | Финал   | Итоговое место |
| Соревнование | Спортсмены        | Заезд                 | Время                 | Место                 | Заезд            | Время            | Место            | Заезд     | Время     | Место     | Время   | Место   | Итоговое место |
| ------------ | ----------------- | --------------------- | --------------------- | --------------------- | ---------------- | ---------------- | ---------------- | --------- | --------- | --------- | ------- | ------- | -------------- |
| одиночки     | Вальтер Ламбертус | 2                     | 7:42,65               | 4                     | 1                | 7:08,88          | 2 Q              | 1         | 7:01,23   | 4         | Финал B | Финал B | 11             |
| одиночки     | Вальтер Ламбертус | 2                     | 7:42,65               | 4                     | 1                | 7:08,88          | 2 Q              | 1         | 7:01,23   | 4         | 8:11,13 | 5       | 11             |